# Абуталыбов, Рамиз Абуталыб оглы
Рамиз Абуталыб оглы Абуталыбов (азерб. Ramiz Abutalıbov; 27 октября 1937, Кировабад — 1 января 2022, Москва, Российская Федерация) — советский и азербайджанский дипломат, общественный деятель, исследователь истории азербайджанской эмиграции.

## Биография
Родился 27 октября 1937 года в Кировабаде. Отец родом был из Ордубада, мать из Баку. В 1960 году окончил геологический факультет Азербайджанского государственного университета. Участвовал в строительстве станций метро «Баксовет» (ныне «Ичери Шехер») и «Сахил». Работал в Государственном комитете Совета Министров АзССР по науке и технике. В 1968 году поступил на факультет международных организаций Всесоюзной академии внешней торговли в Москве. После трёхлетней учёбы в академии, несколько месяцев работал в МИД СССР. В конце 1971 года на конкурсной основе был принят на работу в ЮНЕСКО, где проработал с 1972 по 1979 и с 1985 по 1993 гг. В Париже познакомился с видным представителем азербайджанской эмиграции — Банин. В 1974 году по особому поручению Гейдара Алиева посетил Алекпера Топчибаши, сына Алимардана Топчибашева и внука Гасан-бека Зардаби. 
При его непосредственном участии в ЮНЕСКО были проведены выставки азербайджанских ковров, старинных рукописей, концерты Государственного ансамбля танца, в Лондоне состоялась выставка «Архитектура Азербайджана», в Страсбурге — первая научная конференция по азербайджановедению, в Баку — первый международный симпозиум по искусству восточных ковров и выставка французского модельера Ричарда Нейпиера «Формы и образы».
После возвращения из Парижа в 1993 участвовал в подготовительных работах по включению памятников культуры Азербайджана во Всемирный список наследия (Ичери-шехер — 2000 год) и мугам в Список нематериального культурного наследия, азербайджанских рукописей в каталог «Память мира», в разработке предложений по выдвижению Алима Гасымова на звание лучшего исполнителя мира.

## Избранные работы
Абуталыбов Рамиз, Георгий Мамулиа. Парижский архив 1919 - 1940 Алимардана бека Топчибаши — Москва: Издательство «Художественная литература», 2016 4 т.

## Награды
- Орден Почётного легиона (1998, Франция)[2].
- Медаль «100-летие Азербайджанской Демократической Республики» (2018, Азербайджан)[3].
- Медаль «90-летие дипломатической службы Азербайджанской Республики (1919—2009)» (2009, Азербайджан)[4].
- Медаль Пушкина (16 февраля 2010 года, Россия) — за заслуги в развитии отечественной культуры и искусства, многолетнюю плодотворную деятельность[5].
- Персональная пенсия Президента Азербайджанской Республики (6 октября 2016 года) — за заслуги в исследовании и пропаганде азербайджанской культуры[6].
- Кинематографическая премия Союза кинематографистов Азербайджана (2018 год)[7].